# Archibald strohalm
Het boek archibald strohalm is de debuutroman van Harry Mulisch. Het manuscript werd bekroond met de Reina Prinsen Geerligsprijs 1951 en verscheen in 1952 bij De Bezige Bij. Het boek beleefde meerdere herdrukken, sinds 1957 voorzien van een Naschrift, en werd in 2011 ook als 19e druk uitgegeven in een speciale editie in de serie De beste debuutromans van de Volkskrant.

## Titel
De titel wordt op de meeste drukversies gespeld als archibald strohalm, zonder hoofdletters. Alleen de tweede en derde druk spellen de naam met beginkapitalen en de eerste en de vijftiende druk spellen de naam geheel in kapitalen. In het boek 'valt' Archibald Strohalm 'uit zijn naam', waarna deze zonder hoofdletters gespeld wordt.

## Motto
symbolen worden tot cymbalen in de ure des doods
— Gerrit Achterberg

Het motto ontleende Mulisch aan een gedicht van Gerrit Achterberg, van wie Mulisch een groot bewonderaar was. Hij liet zijn roman zelfs eerst door hem lezen voordat hij het waagde een regel uit het gedicht te gebruiken.
De ure des doods slaat op het laatste uur van de mens, het tijdstip waarop hij sterft. De symbolen van de dood, bijvoorbeeld de dode vogels die archibald strohalm ziet, begeleiden hem als een soort slaginstrumenten (cymbalen) naar zijn vernietiging.

## Samenvatting
De hoofdpersoon archibald strohalm woont in een provinciestad dicht bij een plein met een kerk. Hij heeft een kantoorbaantje en woont alleen op zijn kamer. Vrienden heeft hij nauwelijks en zijn enige familielid is zijn zuster Jutje. Strohalm ergert zich in toenemende mate aan de poppenkastvoorstellingen van "Ouwe Opa", een zonderlinge oude man die samen met zijn zoon Theodoor voorstellingen aan kinderen geeft op het plein. De voorstellingen zijn zeer religieus en somber van aard. Strohalm gaat in discussie met Ouwe Opa en deze daagt hem uit. Strohalm besluit zijn eigen poppenkastvoorstelling te gaan maken die in tegenstelling tot die van Ouwe Opa over het 'hiervoormaals' in plaats van het 'hiernamaals' zal gaan. Terwijl hij zich voorbereidt zakt Strohalm steeds verder weg in een soort gekte. Hij ziet overal vogels opduiken, die niemand anders ziet en vindt vertroosting bij de oude boom Abram. Hij werpt zich totaal op het schrijven van zijn poppenkastvoorstelling. Hij neemt zelfs ontslag en verbiedt zijn zuster Jutje om hem te bezoeken. De enige die nog weleens langs komt is het jongetje Bernard. Als Strohalm uiteindelijk zijn voorstelling geeft wordt hij uitgejouwd door de menigte. Strohalm had beloofd dat men om zijn voorstelling zou kunnen lachen. Maar niemand vindt zijn poppenkast leuk. Uiteindelijk verschijnt zelfs de schrijver van het boek ten tonele als de schepper, en vernietigt Strohalm.

## Achtergrond
Als debuut was archibald strohalm de eerste roman van Mulisch die daadwerkelijk is gepubliceerd. Hij had al eerder werk aan uitgeverijen gezonden, maar dat was geweigerd. Voor Mulisch was het een doorbraak. Niet alleen was het zijn eersteling, maar de roman effende ook de weg voor zijn andere boeken. Later zou hij verklaren dat archibald strohalm geschreven moest worden, het was een bouwwerk dat hij eerst optrok om het vervolgens in elkaar te laten storten. Alle frustraties van zijn beginnende schrijverswerk kwamen er samen en gingen ten onder met de hoofdpersoon van de roman.

## Symboliek
De romans die Mulisch schrijft zijn nooit psychologische romans. Mulisch schrijft vanuit de mythe. Het verhaal van archibald strohalm beschrijft de worsteling van een schrijver met zijn werk, de schepper die ten onder gaat aan zijn eigen schepping. Mulisch schreef de eerste opzet van het boek aan het einde van de jaren veertig, toen hij zelf worstelde met zijn schrijverschap. Het boek is een weerslag daarvan. Dat verklaart waarom Mulisch ook aan het einde van de roman opduikt als de schepper die zijn schepping vernietigt. Het is het symbolische einde van de worsteling met het schrijverschap.
Maar het boek bevat meer symboliek. Het is bijna een catalogus van scheppers. De figuur van Ouwe Opa is een symbool voor God de Schepper, die de kinderen tot Zich laat komen in het hiernamaals. Hij is binnen deze roman een negatieve schepper maar wel een die het respect van de gemeenschap heeft. De andere schepper is Boris Bronislaw. Bronislaw is schilder en daarmee een schepper van kunst, maar hij is ook de vader van het nog ongeboren kind van zijn vrouw, dus een schepper van een mens. De zwangerschap van zijn vrouw speelt in feite een rol door het hele boek heen en pas aan het einde wordt het kind geboren. Dus parallel aan de schepping van archibald strohalm wordt het kind van Bronislaw geschapen.
Een andere schepping staat op het conto van Frets. Als je de naam van Frets omdraait krijg je 'sterf'. Frets loopt achteruit en lijkt in alles terug in de tijd te gaan, dus terug naar de moederschoot. Hij is de uitvinder van een gecompliceerde machine, die Frets zelf een tijdmachine noemt. Door terug te lopen overwint Frets de tijd. Ten slotte zijn er nog de Bijbelse motieven, zoals het hondje Mozes dat letterlijk uit het water wordt gered, net als Mozes in de Bijbel, en de boom Abram, die verwijst naar de aartsvader Abraham. Ook de droomvrouw die aan archibald strohalm verschijnt en zijn haren knipt lijkt uit de Bijbel te komen. Zo wordt de held Samson getemd doordat een vrouw zijn haren knipt. Het knippen van haar als droommotief wordt ook gezien als angst voor castratie.
Het thema van incest speelt ook een rol. Mulisch verwerkt vaak de Oedipusmythe in zijn werk. Oedipus sliep met zijn moeder en vermoordde zijn vader. Ook in deze roman komt dat thema terug als Jutje zich aanbiedt aan haar broer.

## Trivia
Nadat archibald strohalm was bekroond met de Reina Prinsen Geerligsprijs, wilden de uitgeverijen zijn werk wel uitgeven. De eerste die zich meldde was Van Oorschot, op voorwaarde dat Mulisch vijftig pagina's zou schrappen. Geert Lubberhuizen van de Bezige Bij stelde toen voor de roman uit te geven zonder het schrappen van pagina's. Mulisch besloot om de roman te herzien en te bekijken of Van Oorschot misschien gelijk had. Tijdens het redigeren kwam hij tot de conclusie dat er vijftig pagina's bij moesten. Lubberhuizen vond het prima. Volgens Mulisch gaf dit aan dat Lubberhuizen een goede uitgever was.
Mulisch beweert (in Voer voor psychologen) dat hij het manuscript van archibald strohalm pas op het laatste moment inleverde voor de Reina Prinsen Geerligsprijs. Hij bracht het naar het huis van de voorzitter van de jury en op het moment dat hij het inleverde brak een hevig onweer los. Of dit allemaal waar is ligt verborgen in de mythen die Mulisch heeft geschapen rond zijn boeken.